# Bramka (Lubomino)
Bramka (deutsch Ziebalspforte) war ein Ort in der polnischen Woiwodschaft Ermland-Masuren. Seine Ortsstelle befindet sich im Gebiet der Landgemeinde Lubomino (Arnsdorf) im Powiat Lidzbarski (Kreis Heilsberg).
Die Ortsstelle von Bramka liegt nordöstlicherseits des Dittrichdorfer Sees (polnisch Jezioro Tonka) in der nordwestlichen Woiwodschaft Ermland-Masuren, 24 Kilometer südwestlich der Kreisstadt Lidzbark Warmiński (Heilsberg).
Das kleine Dorf Zybalspforte hieß erst nach 1820 Ziebalspforte und bestand aus ein paar kleinen Höfen. Bis 1945 war es ein Wohnplatz innerhalb der Gemeinde Arnsdorf (polnisch Lubomino) im ostpreußischen Kreis Heilsberg.
Nach der Abtretung des gesamten südlichen Ostpreußen in Kriegsfolge an Polen erhielt Ziebalspforte im Jahre 1945 die polnische Namensform „Bramka“. Heute wird dieser Name jedoch gar nicht mehr genannt, der kleine Ort ist vielleicht in Lubomino aufgegangen, jedenfalls gilt er heute als untergegangen.
Ziebelaspforte gehörte bis 1945 zur römisch-katholischen Pfarrei Arnsdorf (polnisch Lubomino) im damaligen Bistum Ermland, außerdem zur evangelischen Kirche Regerteln (polnisch Rogiedle) in der Kirchenprovinz Ostpreußen der Kirche der Altpreußischen Union.
Die Ortsstelle von Bramka resp. Ziebalspforte ist heute so gut wie nicht mehr erkennbar. Sie liegt südlich der Woiwodschaftsstraße 593 und ist von Lubomino aus an der Straße nach Rogiedle direkt zu erreichen. Die nächste Bahnstation vor 1945 war Arnsdorf an der Bahnstrecke Olsztyn Gutkowo–Braniewo (deutsch Allenstein–Braunsberg).